# مستقبل سرد القصة
مستقبل سرد القصة هي قمة تستمر ليومين تجمع كبار المديرين التنفيذيين، والمواهب الابداعية، والتقنيين لاستكشاف كيف يتغير سرد القصص في العصر الرقمي. الحضور إلى الحدث السنوي في مدينة نيويورك، يتم عن طريق 500 مشارك. 
تأسست قمة فاوست عام 2012 من قبل تشارلز ميلتشر، رئيس ومؤسس ميلتشر ميديا.

## أفلام فاوست
تنتج فاوست سلسلة سنوية من أفلام المتحدثين التي يتم اصدارها قبل قمة أكتوبر. هذه الأفلام مجانية ومتاحة للعامة عبر الإنترنت، كما انها بمثابة معاينة للمواضيع التي يتناولها المتحدثين في هذا الحدث. تضم سلسلة افلام فاوست لعام 2012 ستة عشر فيلماً قصيرا مع متحدثين مثل ديمين كلاش «اوكي جو», وارون كوبلين من فريق فنون بيانات جوجل . وريتشيل بارهام، نائب الرئيس ومدير  قسم التسويق في ايباي  .تضمنت سلسلة افلام فاوست لعام 2013 عشرين فلما مع متحدثين مثل انجيلا اهريندتس , والرئيس التنفيذي السابق لشركة بربري , وروبرتس وونغ، ومن جوجل، وإدي مورتني،نائب المدير العام لوسائل الاعلام. يمكن العثور على جميع الافلام على الموقع الرسمي لمستقبل سرد القصص.

## طاولات فاوست المستديرة
يقوم المتحدثون بمحادثات مدتها 60 دقيقة بأسلوب فكري مع مجموعات تضم حوالي 25 شخص من الحضور، بدلاً من اعطاء محادثات من المسرح الرئيسي. يقوم الحاضرون بفحص افلام فاوست قبل القمة ويمكنهم اختيار طاولاتهم المستديرة المفضلة.تم تصميم التنسيق ليكون تفاعلياً وجذاباً لكل شخص في الغرفة.
تقدم فاوست تجربة الطاولات المستديرة عبر الإنترنت من خلال سلسلة اسبوعية من دردشة الفيديو الجماعية التي تقود المتحدثين إلى جوجل بلس  . ينضم متكلم جديد في القمة إلى المؤسس ميلتشر في محادثة مباشرة ومهنية، كل يوم أربعاء في تمام الساعة 12:30 مساءً بتوقيت شرق الولايات المتحدة. تتيح هذه «الطاولات المستديرة الافتراضية» للمشاهدين فرصة لإرسال الأسئلة إلى متحدثين فاوست اثناء البث.

## الموقع
تعقد القمة الأولى في مركز سنوغ هاربور الثقافي في جزيرة ستاتن , وهو موقع معماري وتاريخي مهم تم بناؤه في منتصف القرن التاسع عشر كمنزل للبحارة المتقاعدين.يلتقي الحاضرون في وسط مدينة مانهاتن ويتم نقلهم بواسطة عبارة خاصة عبر ميناء نيويورك إلى حرم جامعة ووتر فرونت الذي تبلغ مساحته 38 فداناً.

## قصة الزحف
اعلنت شركة فاوست عن اطلاق برنامج تجريبي لمدة يوم يسمى قصة الزحف، عام 2.13. تقتصر مشاركة برنامج قصة الزحف على 80 مشاركاً فقط، وتألفت من زيارات مدتها ساعة واحدة لاربع استوديوهات ابداعية  في مدينة نيويورك: فيك لوف، ومختبر روكيل، ستينك ديجيتال، وسوب روزا.اتيحت الفرصة للحاضرين للتعرف على احدث ابتكارات كل استوديو والتعرف على تطور مفاهيمهم، والعملية الابداعية، والاساليب المتميزة في سرد القصة.
ستوسّع قصة زحف فاوست لتشمل جميع الحضور الذي يبلغ عددهم 500 مشارك عبر أكثر من عشرة مواقع استوديو في جميع انحاء مانهاتن وبروكلين، في الأول من تشرين الأول من (أكتوبر) 2014 .تمثل قصة الزحف اليوم الأول من التجربة التي تستمر ليومين، وتليها قمة فاوست في ميناء سنوغ في 2 أكتوبر.

## مجلس مستشارين فاوست
أصبحت قمة فاوست ممكنة بدعم من مجلس المستشارين.من بين أعضاء مجلس الإدارة نائب الرئيس السابق آل جور , بيث كومستوك، كبير مسؤولي التسويق، جنرال الكتريك , كاثرين بيرنز، المدير الفني،الموث , ليزا جارسيا كيروز، رئيسة التنوع في شركة تايمز وورنر , وشركة باولا انتونيلي، وكبيرة المنسقين في وزارة الشؤون الخارجية، و متحف الفن الحديث ، والمصمم تود اولدهام، من بين اخرين.

## ميلتشر ميديا
يتم إنتاج مستقبل سرد القصص من خلال شركة وسائل اعلام ميلتشر، وهي شركة مقرها في مدينة نيويورك تقوم بتطوير المحتوى التحريري والتصميم والهندسة التفاعلية لتجارب المستخدمين الغامرة بالكامل.تشتهر شركة وسائل اعلام  ميلتشر بتاريخها في مجال الابتكار، وهي شركة رائدة في نشر الكتب منذ عام 1994 , حيث أنتجت 22 كتاباً من أكثر الكتب مبيعاً لصحيفة نيويورك تايمز ووضعت 13 مليون نسخة من الكتب في الطباعة.أنتجت الشركة تطبيق آل جور اختيارنا لل اي باد , والذي فاز بجائزة أبل لأفضل تطبيق بعام 2011 . وفي الاونة الاخيرة، تعاونت الشركة مع المخرج ج.ج.أبرامز في كتابه الأول، بعنوان «اس».